# فراجهش (سیگنال)

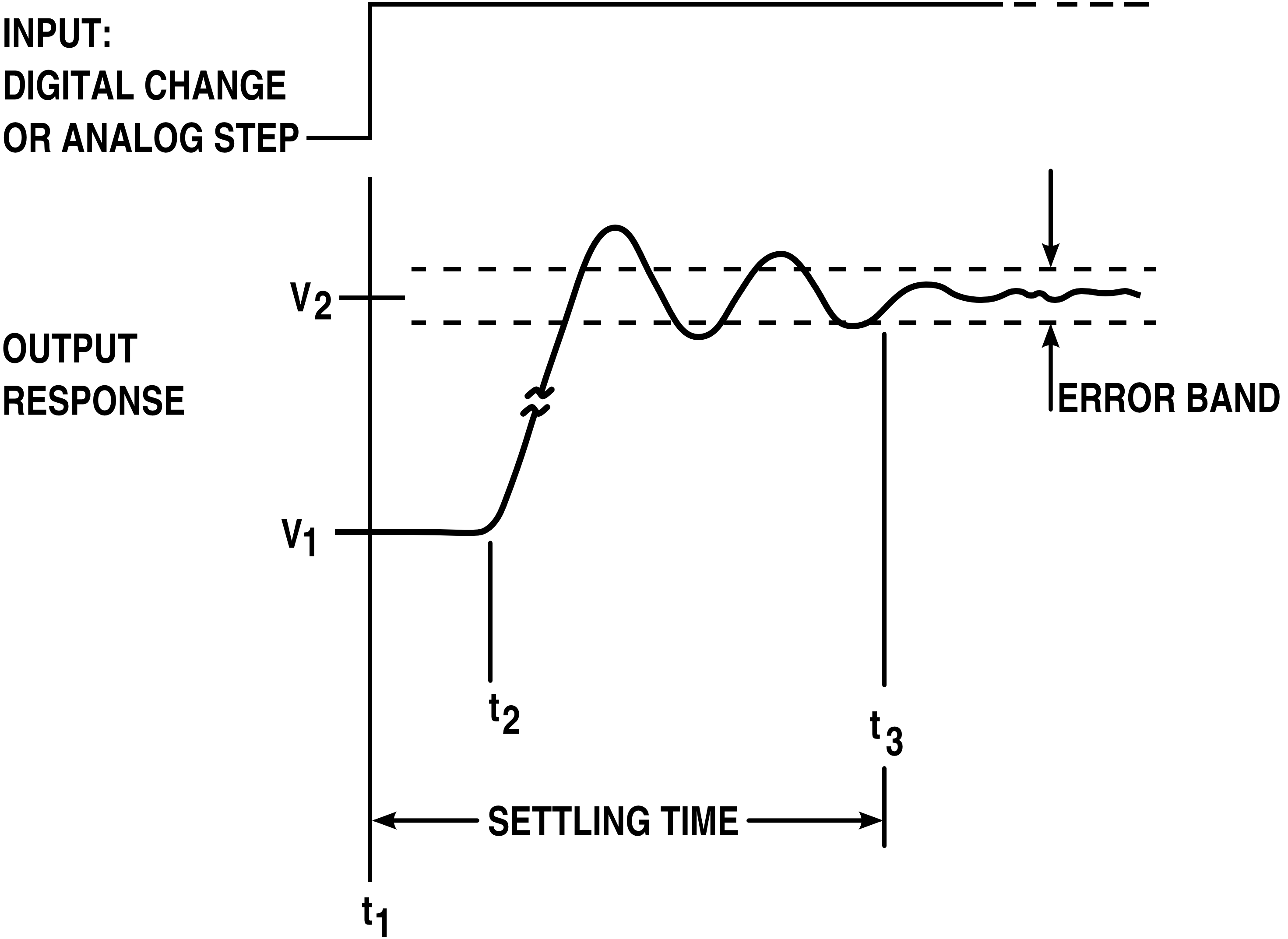
تصویری از فرایند پاسخ یک سیستم به تغییرات ورودی

فراجهش (به انگلیسی: Overshoot) یا فرارفت در علومی چون مهندسی کنترل، پردازش سیگنال، ریاضی و مهندسی برق مقیاسی برای نشان دادن مقدار تجاوز سیستم از مقدار نهایی هنگامی که یک تغییر پله‌ای به سیستم اعمال می شود، است.